# شاهرو (تازيان)
شاهرو (بالفارسية: شهرو) هي مستوطنة تقع في إيران في قسم تازيان الريفي. يقدر عدد سكانها بـ 1,790 نسمة .